# Пуерториканска коки
Eleutherodactylus coqui е вид земноводно от семейство Leptodactylidae.

## Разпространение
Видът е разпространен в Пуерто Рико. Внесен е в Американски Вирджински острови, Доминиканска република и САЩ (Флорида и Хавайски острови).